# Sig Ruman
Sig Ruman, gebürtig Siegfried Carl Alban Rumann (* 11. Oktober 1884 in Hamburg; † 14. Februar 1967 in Julian, Kalifornien, auch Sig Rumann), war ein deutschstämmiger Schauspieler in US-amerikanischen Filmen.

## Leben
Siegfried Rumann erhielt sein erstes Engagement 1904 am Stadttheater Bautzen. 1906 ging er nach Stettin, und von 1907 bis 1912 gehörte er zum Ensemble der Vereinigten Theater zu Kiel. 1912 bis 1919 spielte er am Stadttheater Königsberg und von 1919 bis 1922 am Landestheater Altenburg, wo er auch als Regisseur tätig war.
Am Neujahrstag 1924 kam Rumann in die Vereinigten Staaten und spielte anschließend wiederholt am Broadway in New York. Er drehte seinen ersten Film Die Königsloge (damals noch auf Deutsch) im Juni 1929. Damals war Siegfried Rumann, der sich in Amerika in Sig Ruman amerikanisierte, bereits 44 Jahre alt. Erst ab 1934 drehte der gebürtige Hamburger regelmäßig in Hollywood. Sein charakteristisches Gesicht sorgte dafür, dass er einer der bekannteren Nebendarsteller Hollywoods wurde. Unter Regie von Ernst Lubitsch spielte er zwei seiner bekanntesten Filmrollen als sowjetischer Kommissar in Ninotschka (1939) und als Gruppenführer Ehrhardt („Konzentrationslager-Ehrhardt“) in Sein oder Nichtsein (1942). 
Auch in anderen Filmen aus der Zeit des Zweiten Weltkriegs war Ruman wiederholt in der Rolle unsympathischer Deutscher zu sehen. In The Hitler Gang verkörperte er Ende 1943 den Reichspräsidenten Paul von Hindenburg. Ansonsten verkörperte er oft komisch-wichtigtuerische Persönlichkeiten, so etwa als aufgeblasener Impresario neben den Marx Brothers in Skandal in der Oper (1935). Billy Wilder setzte Sig Ruman viermal in seinen Filmen ein: in Ich küsse Ihre Hand, Madame als österreichischer Tierarzt Dr. Zwieback, in Stalag 17 als Unteroffizier Schulz, bei Eins, Zwei, Drei als Synchronstimme für Hubert von Meyerinck in der englischsprachigen Fassung (da Meyerincks Englisch zu dürftig war) und in Der Glückspilz als Professor, seine vorletzte Filmrolle. Den letzten kleinen Filmauftritt absolvierte er Anfang 1966 in Das Mondkalb, einer Komödie mit Jerry Lewis.
Sig Ruman starb 1967 im Alter von 82 Jahren an einem Herzinfarkt. In Deutschland hatte er keinen festen Sprecher, wurde aber in einer Reihe von Filmen von dem Schauspieler Werner Lieven synchronisiert.

## Filmografie (Auswahl)
- 1929: Die Königsloge – Regie: Bryan Foy
- 1934: Marie Galante – Regie: Henry King
- 1934: Das Leben geht weiter (The World Moves On)
- 1935: The Farmer Takes a Wife – Regie: Victor Fleming
- 1935: Skandal in der Oper (A Night at the Opera) – Regie: Sam Wood
- 1936: Eine Prinzessin für Amerika (The Princess Comes Across) – Regie: William K. Howard
- 1937: Im siebenten Himmel (Seventh Heaven) – Regie: Henry King
- 1937: The Great Hospital Mystery – Regie: James Tinling
- 1937: This Is My Affair – Regie: William A. Seiter
- 1937: Maienzeit (Maytime) – Regie: Robert Z. Leonard
- 1937: Die Marx Brothers: Ein Tag beim Rennen (A Day at the Races) – Regie: Sam Wood
- 1937: Mr. Moto und die Schmugglerbande (Think Fast, Mr. Moto) – Regie: Norman Foster
- 1937: Mr. Moto und der China-Schatz (Thank You, Mr. Moto) – Regie: Norman Foster
- 1937: Hoheit flirtet (Thin Ice) – Regie: Sidney Lanfield
- 1937: Denen ist nichts heilig (Nothing Sacred) – Regie: William A. Wellman
- 1937: Heidi – Regie: Allan Dwan
- 1938: Drei Männer im Paradies (Paradise for Three) – Regie: Edward Buzzell
- 1938: Suez – Regie: Allan Dwan
- 1938: Der große Walzer (The Great Waltz) – Regie: Julien Duvivier
- 1939: Never Say Die – Regie: Elliott Nuggent
- 1939: Ich war ein Spion der Nazis (Confessions of a Nazi Spy) – Regie: Anatole Litvak
- 1939: S.O.S. Feuer an Bord (Only Angels Have Wings) – Regie: Howard Hawks
- 1939: Ninotschka (Ninotchka) – Regie: Ernst Lubitsch
- 1939: Remember? – Regie: Norman Z. McLeod
- 1940: Paul Ehrlich – Ein Leben für die Forschung (Dr. Ehrlich’s Magic Bullet) – Regie: William Dieterle
- 1940: Bitter Sweet – Regie: W. S. Van Dyke
- 1940: Comrade X – Regie: King Vidor
- 1940: Weltpremiere (World Premiere) – Regie: Ted Tetzlaff
- 1941: So Ends Our Night – Regie: John Cromwell
- 1941: Ehekomödie (That Uncertain Feeling) – Regie: Ernst Lubitsch
- 1941: Love Crazy – Regie: Jack Conway
- 1941: This Woman Is Mine – Regie: Frank Lloyd
- 1942: Sein oder Nichtsein (To Be or Not to Be) – Regie: Ernst Lubitsch
- 1942: Remember Pearl Harbor – Regie: Joseph Santley
- 1942: Crossroads – Regie: Jack Conway
- 1942: Berlin Correspondent – Regie: Eugene Forde
- 1942: Desperate Journey – Regie: Raoul Walsh
- 1942: China Girl – Regie: Henry Hathaway
- 1942: Tarzan und die Nazis (Tarzan Triumphs) – Regie: Wilhelm Thiele
- 1943: Sweet Rosie O’Grady – Regie: Irving Cummings
- 1943: Government Girl – Regie: Dudley Nichols
- 1943: Das Lied von Bernadette (The Song of Bernadette) – Regie: Henry King
- 1944: The Hitler Gang – Regie: John Farrow
- 1944: Es geschah morgen (It Happened Tomorrow) – Regie: René Clair
- 1944: Sommerstürme (Summer Storm) – Regie: Douglas Sirk
- 1944: Frankensteins Haus (House of Frankenstein) – Regie: Erle C. Kenton
- 1945: Skandal bei Hofe (A Royal Scandal) – Regie: Ernst Lubitsch und Otto Preminger
- 1946: Eine Nacht in Casablanca (A Night in Casablanca) – Regie: Archie Mayo
- 1946: Tag und Nacht denk’ ich an Dich (Night and Day) – Regie: Michael Curtiz
- 1946: Faithful in My Fashion – Regie: Sidney Salkow
- 1947: Es begann in Schneiders Opernhaus – Regie: Walter Lang
- 1948: Ich küsse Ihre Hand, Madame (The Emperor Waltz) – Regie: Billy Wilder
- 1948: Give My Regards to Broadway – Regie: Lloyd Bacon
- 1949: Tödliche Grenze (Border Incident) – Regie: Anthony Mann
- 1950: Father Is a Bachelor – Regie: Norman Foster
- 1951: An der Riviera (On the Rivera) – Regie: Walter Lang
- 1952: Sturmfahrt nach Alaska (The World in His Arms) – Regie: Raoul Walsh
- 1953: Stalag 17 – Regie: Billy Wilder
- 1953: Die Jungfrau auf dem Dach – Regie: Otto Preminger
- 1953: Houdini, der König des Varieté (Houdini) – Regie: George Marshall
- 1953: Die Glenn Miller Story (The Glenn Miller Story) – Regie: Anthony Mann
- 1954: Der sympathische Hochstapler (Living It Up) – Regie: Norman Taurog
- 1954: Im Zirkus der drei Manegen (Three Ring Circus) – Regie: Joseph Pevney
- 1955: Ein Mann liebt gefährlich (Many Rivers to Cross) – Regie: Roy Rowland
- 1957: Dem Adler gleich (The Wings of Eagles) – Regie: John Ford
- 1961: Der Bürotrottel (The Errand Boy) – Regie: Jerry Lewis
- 1964: Prinzgemahl im Weißen Haus (Kisses for My President) – Regie: Curtis Bernhardt
- 1964: 36 Stunden (36 Hours) – Regie: George Seaton
- 1966: Der Glückspilz (The Fortune Cookie) – Regie: Billy Wilder
- 1966: Das Mondkalb (Way Way Out) – Regie: Gordon Douglas